# Аніскін Олександр Дмитрович
Олександр Дмитрович Аніскін (24 листопада 1918, Катеринослав — 20 лютого 1943, в районі м. Стара Русса) — учасник німецько-радянської війни, старший льотчик 32-го гвардійського винищувального авіаційного полку 210-ї винищувальної авіаційної дивізії 3-ї повітряної армії СРСР, Калінінський фронт, Герой Радянського Союзу (1943), гвардії старший лейтенант

## Біографія
Олександр Дмитрович Аніскін народився в робітничій сім'ї. Після закінчення неповної середньої школи пішов працювати токарем на металургійний завод. Відвідував планерну школу без відриву від виробництва, після її успішного закінчення був зарахований в Дніпропетровський авіаційний спортивний клуб. У 1938 році був призваний в Червону Армію і отримав направлення в Качинську школу пілотів, яку закінчив в 1940 році.
З початку Великої Вітчизняної війни на фронті в складі 92-го винищувального Червонопрапорного авіаційного полку 16-ї авіаційної дивізії Південно — Західного фронту. Уже в червні 1941 року А. Аніскін здійснив перший бойовий виліт в складі групи прикриття наших бомбардувальників. До серпня 1941 року мав 3 збитих ворожих літака і 40 відмінно проведених штурмовок, за що був нагороджений орденом Червоного Прапора.
У серпні 1942 р. О. Д. Аніскін прибув в 434-й винищувальний авіаполк, в складі якого воював під Сталінградом. Був нагороджений другим орденом Червоного Прапора за знищення двох літаків противника (один — особисто, другий — в групі). У грудні 1942 — лютому 1943 рр., беручи участь в боях на Калінінському фронті, старший лейтенант Аніскін особисто збив 4 літаки противника. До лютого 1943 старший льотчик 32-го гвардійського винищувального авіаційного полку старший лейтенант О. Д. Аніскін мав на своєму рахунку 295 бойових вильотів, брав участь в 105 повітряних боях, знищив 10 літаків супротивника.
20 лютого 1943 року О. Д. Аніскін загинув в повітряному бою в районі Старої Русси, довівши число своїх перемог до 11.

## Відзнаки
- Указом Президії Верховної Ради СРСР від 22 лютого 1943 року за мужність, відвагу і героїзм, проявлені в боротьбі з німецько-фашистськими загарбниками, гвардії старшому лейтенанту Аніскін Олександру Дмитровичу присвоєно звання Героя Радянського Союзу[3].
- Медаль «Золота Зірка» (22 лютого 1943)
- Орден Леніна (22.02.1943)
- Орден Червоного Прапора (2.7.1941)
- Орден Червоного Прапора (23.10.1942)

## Пам'ять
- А. Д. Аніскін на початку вісімдесятих був зарахований до списків комсомольсько-молодіжної бригади металургійного заводу імені Петровського в Дніпропетровську.